# Twierdza Klis
Twierdza Klis (wł. Clisso) – forteca położona w miejscowości Klis nieopodal Splitu w Chorwacji. Twierdza istniała już od czasów imperium rzymskiego, strzegąc przełęczy łączącej wybrzeże Adriatyku z wnętrzem kontynentu. Przechodziła kolejno w ręce Chorwatów, Węgrów, Wenecjan, Turków, Francuzów i Austriaków. Przez wieki stanowiła najważniejszą fortecę w rejonie dzisiejszej Chorwacji. Uznawana jest za jeden z cenniejszych zabytków tego kraju.

## Nazwa
Pierwotnie twierdza nosiła grecką nazwę „Kleisa”, oznaczającą klucz. Stąd do dziś Klis często określa się mianem „klucza Dalmacji”. W późniejszym okresie nazwa rozciągnięta została na okoliczną wieś i gminę.

## Historia

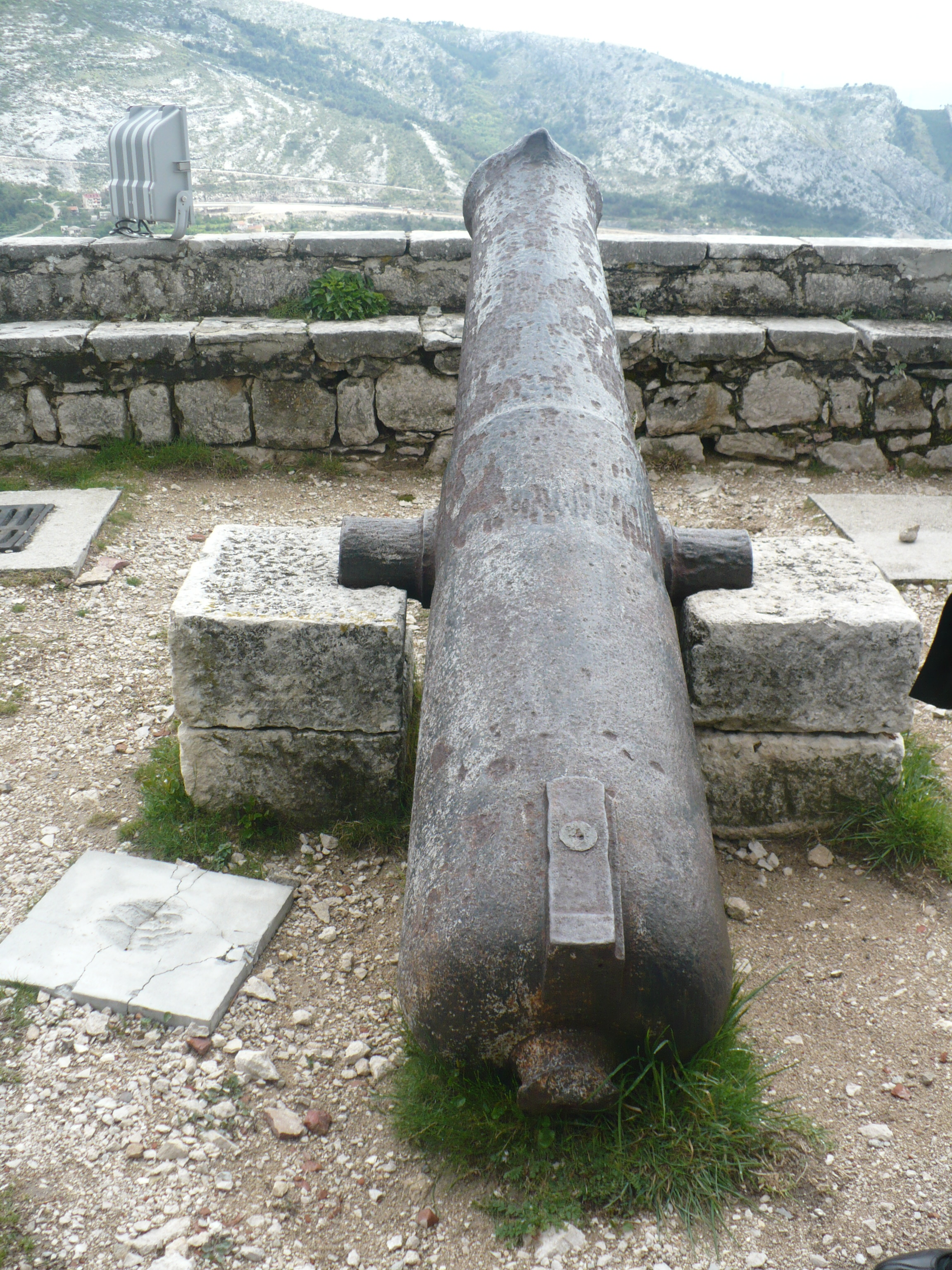
Działo na murach twierdzy Klis

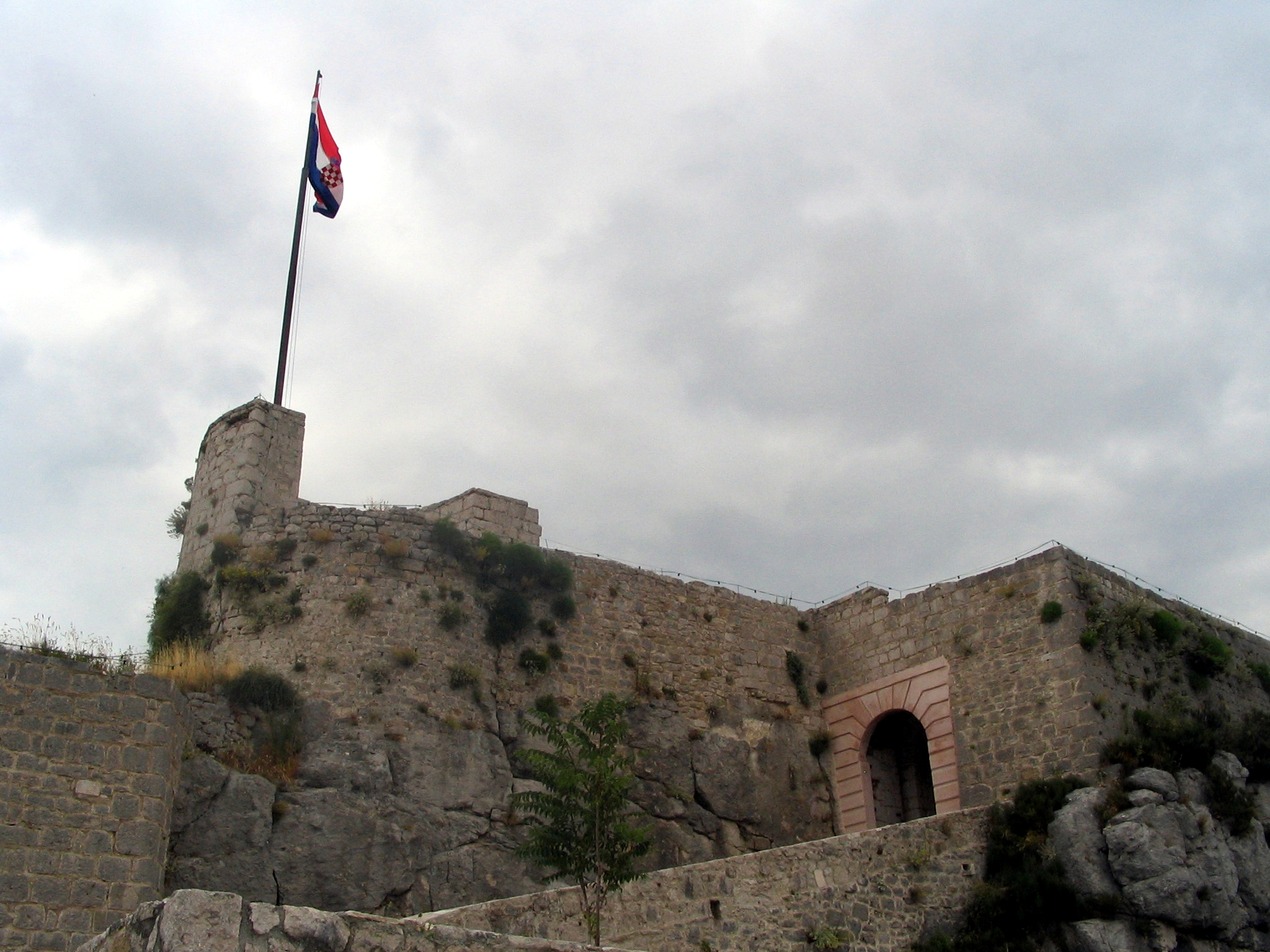
Wieża Oprah i druga brama twierdzy Klis

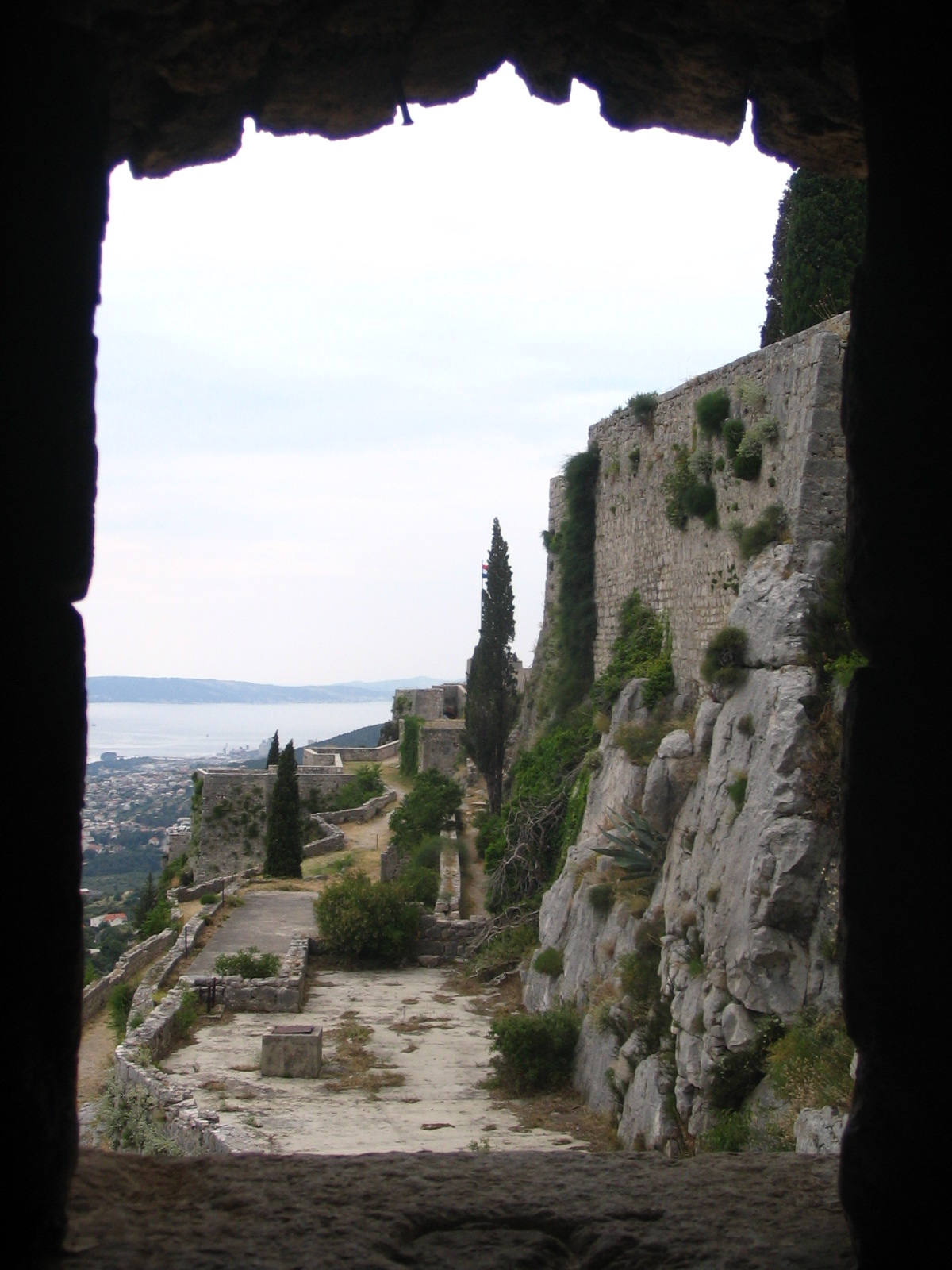
Dziedziniec twierdzy Klis widziany od wewnątrz

Okolice Klisu były zamieszkane przez plemiona Delmatów od II wieku p.n.e. Pierwsze wzmianki o znajdującej się tutaj rzymskiej fortecy Kleisa pochodzą z X wieku. i zawierają informacje o oblężeniu jej przez Słowian i Awarów w VII wieku. Ostatecznie garnizon przeszedł w ręce Chorwatów dwieście lat później i stał się jednym z centralnych ośrodków tworzonego państwa. W dokumencie z 852 roku. książę Trpimir I wspomina dwór w Klisie jako swoją własność i stolicę hrabstwa. U schyłku XI wieku wygasła chorwacka dynastia narodowa i Klis przeszedł w ręce królów węgierskich. Jeden z nich, Bela IV, schronił się w twierdzy podczas najazdu tatarskiego w 1242 roku. W fortecy urodziła się jego córka Margarita, czczona przez katolików jako św. Margarita Kliska.
Do końca XIII w. Klis pozostawał w rękach książąt z jednego z najpotężniejszych chorwackich rodów – Šubiców. Przez krótki czas posiadali go także wielmożowie z rodu Nelipić i bośniacki król Tvrtko. W 1335 został ponownie przejęty przez króla węgierskiego.
Najburzliwszy okres historii twierdzy rozpoczął się wraz z początkiem XVI wieku i turecką ofensywą na Dalmację. Dzięki sprawnemu dowodzeniu obroną przez diuka Petara Kruzica, forteca przez 25 lat odpierała tureckie ataki. Dopiero po śmierci Kružica w 1537 roku Klis został zajęty przez wojska osmańskie. W efekcie Węgry utraciły swoją najpotężniejsza fortecę w regionie. Przez kolejne 111 lat rzeka Jadro wyznaczała granicę między Splitem (należącym do Wenecjan, którzy odkupili Dalmację od Węgier) i tureckim Klisem (nazwanym Kliški Sandžak). Nowi właściciele dodatkowo umocnili twierdzę i wybudowali w niej meczet z minaretem.
W międzyczasie, w kwietniu 1596, Chorwatom dowodzonym przez splickiego szlachcica Ivana Alberti udało się zaskoczyć Turków i odbić twierdzę, ale miesiąc później Klis ponownie dostał się w ręce tureckie. Kolejne próby przejęcia fortecy kończyły się porażkami, aż do 1648 roku, kiedy wenecka armia pod dowództwem Leonarda Foscolo zdobyła Klis po 10 dniach oblężenia. Był to jeden z największych sukcesów Wenecji w Wojnie Kandyjskiej.
Twierdza została gruntownie odnowiona i rozbudowana. Pozostawała w rękach Wenecji do 1797 roku, gdy zajęli ją Austriacy. Od 1805 do 1813 należała do Francuzów, po czym ponownie stała się własnością państwa Habsburgów. Sytuacja ta trwała do końca I wojny światowej. Wtedy Klis wszedł w skład Królestwa Serbów, Chorwatów i Słoweńców, a następnie Jugosławii. Ostatni raz wykorzystano Klis w celach wojskowych podczas II wojny światowej. Od 1941 do 1944 stacjonował w nim garnizon włoskich i niemieckich oddziałów okupacyjnych. Po wojnie twierdza wróciła do Jugosławii, by w 1990 stać się własnością niepodległej Chorwacji.

## Stan obecny
Twierdza ma długość 204 metrów, a w najwęższym miejscu szerokość 53 metrów. W systemie umocnień przeważają fortyfikacje wykonane przez Wenecjan i Austriaków. Do dziś Klis zachował wiele ze swojego średniowiecznego charakteru. Ruiny fortecy znajdują się w dobrym stanie, umożliwiającym swobodne zwiedzanie. Wprawdzie część budynków kompleksu została silnie uszkodzona, ale zachowały się wszystkie bramy, kościół św. Wita (dawny meczet), mury, wieże i stanowiska dla artylerii i strzelców. Do twierdzy można dojechać oznakowaną drogą z Solina.